# Honschaft Oberhausen
Die Honschaft Oberhausen war im Mittelalter eine Honschaft des Kirchspiels Bensbergs im Amt Porz im Herzogtum Berg.
Zur Honschaft gehörten seinerzeit neben dem Titularort Oberhausen die Wohnplätze Broichen, Eichholz, Hundsiefen, Meisheide, Schwiegelshohn, Steinacker und Steinhaus.
Später ging das Gebiet in der Honschaft Bensberg auf.